# Liste der Universitäten in Russland
Dies ist eine Liste der Universitäten in Russland. Sie ist alphabetisch nach Regionen Russlands aufgeteilt; Volluniversitäten sind fett hervorgehoben. 2012 hat sich der Status einiger Universitäten geändert. Die Moskauer und Sankt Petersburger Universitäten sind Nationale Universitäten, acht weitere Föderale Universitäten.

## Republik Adygeja
- Maikop:
  - Adygeische Staatliche Universität
  - Staatliche Technologische Universität Maikop

## Region Altai
- Barnaul:
  - Staatliche Medizinische Universität der Region Altai
  - Staatliche Pädagogische Universität der Region Altai
  - Staatliche Technische I.-I.-Polsunow-Universität der Region Altai
  - Staatliche Universität des Altaigebiets
  - Staatliche Universität für Agrarwissenschaften der Region Altai

- Bijsk:
  - Staatliche W.-M.-Schukschin-Universität für Geisteswissenschaften und Pädagogik des Altaigebiets

## Republik Altai
- Gorno-Altaisk:
  - Staatliche Universität Gorno-Altaisk

## Oblast Amur
- Blagoweschtschensk:
  - Staatliche Agraruniversität des Fernen Ostens
  - Staatliche Pädagogische Universität Blagoweschtschensk
  - Staatliche Universität des Amurgebiets

## Oblast Archangelsk
- Archangelsk:
  - Nördliche Arktische Föderale Universität
  - Staatliche Medizinische Universität des Nordens

## Oblast Astrachan
- Astrachan:
  - Staatliche Technische Universität Astrachan
  - Staatliche Universität Astrachan

## Republik Baschkortostan
- Ufa:
  - Baschkirische Staatliche Agraruniversität
  - Baschkirische Staatliche Medizinische Universität
  - Baschkirische Staatliche Pädagogische Universität
  - Baschkirische Staatliche Universität
  - Staatliche Technische Erdöluniversität Ufa
  - Staatliche Technische Luftfahrtuniversität Ufa
  - Universität für Wissenschaft und Technologie Ufa

## Oblast Belgorod
- Belgorod:
  - Staatliche Technologische Universität Belgorod
  - Staatliche Universität Belgorod
  - Universität für Genossenschaftswesen Belgorod

## Oblast Brjansk
- Brjansk:
  - Staatliche Technische Universität Brjansk
  - Staatliche Universität Brjansk

## Republik Burjatien
- Ulan-Ude:
  - Burjatische Staatliche Universität (Mitglied der Universität der Arktis)
  - Abteilung für Fernausbildung Ulan-Ude der Irkutsker Hochschule des Innenministeriums Russlands
  - Burjatische Staatliche Landwirtschaftliche Akademie
  - Filiale der Nowosibirsker Staatlichen Akademie für Ökonomie und Recht
  - Filiale der Sibirischen Staatlichen Universität für Telekommunikation und Informatik
  - Ostsibirische Staatliche Akademie für Kultur und Kunst
  - Ostsibirische Staatliche Technologische Universität

## Region Chabarowsk
- Chabarowsk:
  - Staatliche Universität Ferner Osten
  - Staatliche Medizinische Universität des Fernen Ostens
  - Staatliche Universität der Pazifikregion
  - Staatliche Universität für Verkehrswesen des Fernen Ostens

- Komsomolsk am Amur:
  - Staatliche Geisteswissenschaftlich-Pädagogische Universität des Amurgebiets
  - Staatliche Technische Universität Komsomolsk am Amur

## Republik Chakassien
- Abakan:
  - Chakassische Staatliche Universität

## Autonomer Kreis der Chanten und Mansen
- Chanty-Mansijsk:
  - Jugorische Staatliche Universität

- Nischnewartowsk:
  - Staatliche Geisteswissenschaftliche Universität Nischnewartowsk

- Surgut:
  - Staatliche Pädagogische Universität Surgut
  - Staatliche Universität Surgut

## Republik Dagestan
- Machatschkala:
  - Dagestanische Islamische Universität
  - Dagestanische Staatliche Pädagogische Universität
  - Dagestanische Staatliche Technische Universität
  - Dagestanische Staatliche Universität

## Republik Inguschetien
- Magas:
  - Inguschetische Staatliche Universität

## Oblast Irkutsk
- Bratsk:
  - Staatliche Universität Bratsk

- Irkutsk:
  - Staatliche Linguistische Universität Irkutsk
  - Staatliche Medizinische Universität Irkutsk
  - Staatliche Pädagogische Universität Irkutsk
  - Nationale Technische Forschungsuniversität Irkutsk
  - Staatliche Universität Irkutsk
  - Staatliche Universität für Verkehrswesen Irkutsk
  - Staatliche Universität für Wirtschaft und Recht des Baikalgebiets
  - Staatliche Baikal-Universität

## Oblast Iwanowo
- Iwanowo:
  - Staatliche Chemisch-Technologische Universität Iwanowo
  - Staatliche Energetische Universität Iwanowo
  - Staatliche Universität Iwanowo
  - Staatliche Universität für Architektur und Bauwesen Iwanowo
  - Staatliche Medizinakademie Iwanowo
  - Staatliche Polytechnische Universität Iwanowo

- Schuja:
  - Staatliche Pädagogische Universität Schuja

## Oblast Jaroslawl
- Jaroslawl:
  - Staatliche Pädagogische Universität Jaroslawl
  - Staatliche Technische Universität Jaroslawl
  - Staatliche Universität Jaroslawl

## Republik Kabardino-Balkarien
- Naltschik:
  - Kabardino-Balkarische Staatliche Universität
  - Kabardino-Balkarische Staatliche Agrar Universität
  - Nordkaukasisches Staatliches Institut der Künste

## Oblast Kaliningrad
- Kaliningrad:
  - Baltische Föderale Immanuel-Kant-Universität
  - Staatliche Technische Universität Kaliningrad
  - Baltische Staatsakademie für Fischereiflotte

## Republik Kalmückien
- Elista:
  - Kalmückische Staatliche Universität

## Oblast Kaluga
- Kaluga:
  - Staatliche Pädagogische Universität Kaluga

- Obninsk:
  - Institut für Atomenergie Obninsk

## Oblast Kamtschatka
- Petropawlowsk-Kamtschatski:
  - Staatliche Technische Universität Kamtschatka
  - Staatliche Universität Kamtschatka

## Republik Karelien
- Petrosawodsk:
  - Karelische Staatliche Pädagogische Universität
  - Staatliche Universität Petrosawodsk
  - Staatliches Konservatorium Petrosawodsk

## Oblast Kemerowo
- Kemerowo:
  - Technologische Hochschule für Lebensmittelindustrie Kemerowo
  - Staatliche Universität Kemerowo
  - Staatliche Technische Universität des Kusbass
  - Staatliche Universität für Kunst und Kultur Kemerowo
  - Staatliche Medizinakademie Kemerowo
  - Staatliches Landwirtschaftsinstitut Kemerowo

- Nowokusnezk:
  - Sibirische Staatliche Industrieuniversität

## Oblast Kirow
- Kirow:
  - Staatliche Geisteswissenschaftliche Universität des Wjatkagebiets
  - Staatliche Universität des Wjatkagebiets
  - Staatliche Landwirtschaftliche Akademie des Wjatkagebiet
  - Staatliche Medizinuniversität Kirow

## Republik Komi
- Syktywkar:
  - Staatliche Universität Syktywkar

- Uchta:
  - Staatliche Technische Universität Uchta

## Oblast Kostroma
- Kostroma:
  - Staatliche Technologische Universität Kostroma
  - Staatliche Universität Kostroma
  - Staatliche Landwirtschaftliche Akademie Kostroma
  - Militärakademie für biologischen, chemischen und Strahlenschutz

## Region Krasnodar
- Armawir:
  - Staatliche Pädagogische Universität Armawir

- Krasnodar:
  - Staatliche Agraruniversität des Kubangebiets
  - Staatliche Technologische Universität des Kubangebiets
  - Staatliche Universität des Kubangebiets
  - Staatliche Universität für Körperkultur, Sport und Tourismus des Kubangebiets
  - Staatliche Universität für Kunst und Kultur des Kubangebiets
  - Staatliche Medizinuniversität des Kubangebiets
  - Universität Krasnodar des Innenministeriums Russlands

- Sotschi:
  - Föderale Akademische Ökologische Universität der Russischen Akademie der Wissenschaften
  - Russische Internationale Olympische Universität
  - Staatliche Universität Sotschi
  - Internationale Innovationsuniversität Sotschi
  - Sotschi Institut für Mode, Wirtschaft und Recht

## Region Krasnojarsk
- Krasnojarsk:
  - Sibirische Föderale Universität
  - Sibirische Staatliche Technologische Universität
  - Sibirische Staatliche Universität für Luft- und Raumfahrt
  - Staatliche Agraruniversität Krasnojarsk
  - Staatliche Medizinische Universität Krasnojarsk
  - Staatliche Pädagogische Universität Krasnojarsk
  - Staatliches Kunstinstitut Krasnojarsk
  - Sibirisches juristisches Institut des Innenministeriums Russlands

## Oblast Kurgan
- Kurgan:
  - Staatliche Universität Kurgan
  - Staatliche Agrarakademie Kurgan
  - Militärinstitut der Grenzstreitkräfte Kurgan
  - Kurgan-Institut für Eisenbahnverkehr

## Oblast Kursk
- Kursk:
  - Staatliche Medizinische Universität Kursk
  - Staatliche Technische Universität Kursk
  - Staatliche Universität Kursk
  - Staatliche Agrarakademie Kursk
  - Institut für Management, Wirtschaft und Business
  - Kursk Akademie der staatlichen und kommunalen Dienst

## Oblast Lipezk
- Jelez:
  - Staatliche Universität Jelez

- Lipezk:
  - Staatliche Pädagogische Universität Lipezk
  - Staatliche Technische Universität Lipezk

## Oblast Magadan
- Magadan:
  - Staatliche Universität des Nord-Ostens

## Republik Mari El
- Joschkar-Ola:
  - Staatliche Technische Universität der Mari
  - Staatliche Universität der Mari
  - Überregionales Offenes Sozialinstitut

## Republik Mordwinien
- Saransk:
  - Mordwinische Staatliche Universität
  - Mordwinisches Staatliches Pädagogisches Institut
  - Mordwinisches Institut für Geisteswissenschaften

## Moskau
- Moskau:
  - Erste Staatliche Medizinische Setschenow-Universität Moskau
  - Finanzuniversität der Regierung der Russischen Föderation
  - Internationale Höhere Wirtschaftshochschule Moskau
  - Lomonossow-Universität Moskau
  - Militäruniversität des Verteidigungsministeriums
  - Moskauer Energetisches Institut – technische Universität
  - Moskauer Institut für Automobil- und Straßenverkehr – staatliche technische Universität
  - Moskauer Institut für Physik und Technologie – staatliche Universität
  - Moskauer Staatliche Technische Universität für Chemie
  - Moskauer Staatliches Institut für Elektronik und Mathematik – technische Universität
  - Moskauer Staatliches Institut für Fernmeldetechnik, Elektronik und Automatik – technische Universität
  - Moskauer Staatliches Institut für Stahl und Legierungen – technologische Universität
  - Moskauer Staatliches Luftfahrtinstitut – staatliche technische Universität
  - Moskauer Technische Universität für Fernmeldewesen und Informatik
  - Moskauer Universität für Geisteswissenschaften
  - Nationale Forschungsuniversität „Hochschule für Wirtschaft“
  - Nationale Forschungsuniversität für Elektronische Technologie
  - Nationale Forschungsuniversität für Kerntechnik „MIFI“
  - Orthodoxe Geisteswissenschaftliche Tichon-Universität
  - Russische Chemisch-Technologische Universität
  - Russische Plechanow-Wirtschaftsuniversität
  - Russische Staatliche Agraruniversität
  - Russische Staatliche Geisteswissenschaftliche Universität (RGGU)
  - Russische Staatliche Medizinische Universität
  - Russische Staatliche Sozialuniversität
  - Russische Staatliche Technologische Universität
  - Russische Staatliche Universität für Geologische Erschließung
  - Russische Staatliche Universität für Handel und Wirtschaft
  - Russische Staatliche Universität für Körperkultur, Sport, Jugend und Tourismus
  - Russische Staatliche Universität für Erdöl und Gas „I.M. Gubkin“
  - Russische Universität der Völkerfreundschaft
  - Russische Universität für Genossenschaftswesen
  - Staatliche Forstuniversität Moskau
  - Staatliche Industrieuniversität Moskau
  - Staatliche Linguistische Universität Moskau
  - Staatliche Montanuniversität Moskau
  - Staatliche Moskauer Juristische Universität
  - Staatliche Offene Universität Moskau
  - Staatliche Pädagogische Universität Moskau
  - Staatliche Scholochow-Universität für Geisteswissenschaften Moskau
  - Staatliche Technische MAMI-Universität Moskau
  - Staatliche Technische Universität Moskau
  - Staatliche Technische Universität für zivile Luftfahrt Moskau
  - Staatliche Technologische Universität „Stankin“ Moskau
  - Staatliche Textiluniversität Moskau
  - Staatliche Universität der Oblast Moskau
  - Staatliche Universität für Agraringenieurwesen Moskau
  - Staatliche Universität für Angewandte Biotechnologie Moskau
  - Staatliche Universität für Bauwesen Moskau
  - Staatliche Universität für Druckwesen Moskau
  - Staatliche Universität für Geisteswissenschaften
  - Staatliche Universität für Geodäsie und Kartografie Moskau
  - Staatliche Universität für Gerätebau und Informatik Moskau
  - Staatliche Universität für Kunst und Kultur Moskau
  - Staatliche Universität für Landbau
  - Staatliche Universität für Lebensmittelindustrie Moskau
  - Staatliche Universität für Management
  - Staatliche Universität für Technologien und Verwaltung Moskau
  - Staatliche Universität für Umweltingenieurwesen Moskau
  - Staatliche Universität für Umweltmanagement Moskau
  - Staatliche Universität für Verkehrswesen Moskau
  - Staatliche Universität für Wirtschaft, Statistik und Informatik Moskau
  - Staatliches Moskauer Institut für Internationale Beziehungen – Universität
  - Städtische Pädagogische Universität Moskau
  - Technologische Weltuniversität
  - Universität für Militäringenieurwesen
  - Russische Geschwister-Gnessin-Musikakademie Moskau
  - Russische Akademie für Theaterkunst
  - Staatliche Moskauer P.-I.-Tschaikowski-Konservatorium
  - Surikow Kunstinstitut Moskau
  - Staatliche Universität für Design und Technologie Moskau

## Oblast Moskau
- Balaschicha:
  - Russische Staatliche Agrar-Fernuniversität
  - Akademie für Sicherheit und Recht
  - Moskauer Regionalinstitut für Management
  - Institut für sozial-ökonomische Prognose und Modellierung
  - Militärakademie der strategischen Raketentruppen „Peter der Große“

- Dubna:
  - Staatliche Universität Dubna

- Puschtschino:
  - Staatliche Universität Puschtschino

## Oblast Murmansk
- Murmansk:
  - Staatliche Universität der Arktis Murmansk
  - Staatliche Technische Universität Murmansk

## Oblast Nischni Nowgorod
- Arsamas
  - Polytechnisches Institut Arsamas (Filiale) Staatliche Technische Universität Nischni Nowgorod

- Nischni Nowgorod:
  - Lobatschewski-Universität Nischni Nowgorod
  - Staatliche Linguistische Universität Nischni Nowgorod
  - Staatliche Pädagogische Universität Nischni Nowgorod
  - Staatliche Technische Universität Nischni Nowgorod
  - Staatliche Universität für Architektur und Bauwesen Nischni Nowgorod
  - Medizinische Forschungsuniversität des Wolgagebiets
  - Staatliche Landwirtschaftsakademie Nischni Nowgorod
  - Wolschski Staatliche Universität für Wassertransport
  - Staatliches Konservatorium Nischni Nowgorod
  - Institut für Management Nischni Nowgorod

## Republik Nordossetien-Alanien
- Wladikawkas:
  - Nordkaukasisches Institut für Bergbau und Metallurgie – staatliche technologische Universität
  - Nordossetische Staatliche Universität
  - Staatliche Agraruniversität der Bergvölker
  - Nordossetische Staatliche Medizinische Akademie
  - Nordossetisches Staatliches Pädagogisches Institut

## Oblast Nowgorod
- Weliki Nowgorod:
  - Staatliche Universität Nowgorod

## Oblast Nowosibirsk
- Nowosibirsk:
  - Russisch-Deutsche Universität
  - Sibirische Staatliche Universität für Telekommunikation und Informatik
  - Sibirische Staatliche Universität für Verkehrswesen
  - Sibirische Universität für Genossenschaftswesen
  - Staatliche Agraruniversität Nowosibirsk
  - Staatliche Medizinische Universität Nowosibirsk
  - Staatliche Pädagogische Universität Nowosibirsk
  - Staatliche Technische Universität Nowosibirsk
  - Staatliche Universität Nowosibirsk
  - Staatliche Universität für Architektur und Bauwesen Nowosibirsk
  - Staatliche Universität für Wirtschaft und Verwaltung Nowosibirsk
  - Staatliche Universität für Architektur, Design und Kunst Nowosibirsk
  - Sibirische Staatliche Universität für Wassertransport
  - Staatliches Theaterinstitut Nowosibirsk
  - Staatliches Glinka-Konservatorium Nowosibirsk

## Oblast Omsk
- Omsk:
  - Sibirische Staatliche Universität für Körperkultur und Sport
  - Staatliche Agraruniversität Omsk
  - Staatliche Pädagogische Universität Omsk
  - Staatliche Technische Universität Omsk
  - Staatliche Universität Omsk
  - Staatliche Universität für Verkehrswesen Omsk

## Oblast Orenburg
- Orenburg:
  - Staatliche Agraruniversität Orenburg
  - Staatliche Pädagogische Universität Orenburg
  - Staatliche Universität Orenburg
  - Staatliche Medizinische Universität Orenburg

## Oblast Orjol
- Orjol:
  - Staatliche Agraruniversität Orjol
  - Staatliche Technische Universität Orjol
  - Staatliche Universität Orjol
  - Staatliche Universität für Wirtschaft und Handel Orjol

## Oblast Pensa
- Pensa:
  - Staatliche Pädagogische Universität Pensa
  - Staatliche Universität Pensa
  - Staatliche Universität für Architektur und Bauwesen Pensa
  - Staatliche Technologische Universität Pensa

## Region Perm
- Perm:
  - Staatliche Pädagogische Universität Perm
  - Nationale Polytechnische Forschungsuniversität Perm
  - Staatliche Universität Perm
  - Staatliche Medizinische Universität Perm
  - Staatliche Agrar- und Technologische Universität Perm

## Region Primorje
- Wladiwostok:
  - Föderale Universität des Fernen Ostens
  - Staatliche Technische Universität des Fernen Ostens
  - Staatliche Technische Universität für Fischwirtschaft des Fernen Ostens
  - Staatliche Marineuniversität
  - Staatliche Medizinische Universität Wladiwostok
  - Staatliche Universität für Wirtschaft und Service Wladiwostok
  - Staatliche Wirtschaftsuniversität des Pazifikraums

## Oblast Pskow
- Pskow:
  - Staatliche Pädagogische Universität Pskow
  - Staatliche Universität Pskow

## Oblast Rjasan
- Rjasan:
  - Staatliche Agrotechnologische Universität Rjasan
  - Staatliche Medizinische Universität Rjasan
  - Staatliche Fernmeldetechnische Universität Rjasan
  - Staatliche Universität Rjasan

## Oblast Rostow
- Nowotscherkassk:
  - Südrussische Staatliche Technische Universität

- Persianowski:
  - Staatliche Agraruniversität des Dongebiets

- Rostow am Don:
  - Internationale Universität für Wirtschaft und Verwaltung Rostow
  - Staatliche Bauuniversität Rostow
  - Staatliche Medizinische Universität Rostow
  - Staatliche Technische Universität des Dongebiets
  - Staatliche Universität für Verkehrswesen Rostow
  - Staatliche Wirtschaftsuniversität Rostow
  - Staatliches Rachmaninov-Konservatorium Rostow
  - Südliche Föderale Universität

- Schachty:
  - Südrussische Staatliche Universität für Wirtschaft und Service

- Taganrog:
  - Staatliche Fernmeldetechnische Universität Taganrog

## Republik Sacha (Jakutien)
- Jakutsk:
  - Nord-östliche föderale Universität

## Oblast Sachalin
- Juschno-Sachalinsk:
  - Staatliche Universität Sachalin

## Oblast Samara
- Samara:
  - Staatliche Medizinische Universität Samara
  - Staatliche Technische Universität Samara
  - Staatliche Universität Samara
  - Staatliche Universität der Oblast Samara
  - Staatliche Universität für Architektur und Bauwesen Samara
  - Staatliche Universität für Luft- und Raumfahrt Samara
  - Staatliche Universität für Telekommunikation und Informatik des Wolgagebiets
  - Staatliche Universität für Verkehrswesen Samara
  - Staatliche Wirtschaftsuniversität Samara
  - Staatliche Sozial- und Pädagogische Universität Samara

- Togliatti:
  - Staatliche Universität Togliatti
  - Staatliche Universität für Service Togliatti
  - Tatischtschew-Universität des Wolgagebiets

## Sankt Petersburg
- Puschkin:
  - Staatliche Puschkin-Universität Leningrad

- Sankt Petersburg:
  - Baltische Staatliche Technische Universität Sankt Petersburg (Wojenmech; ehem. Leningrader Mechanisches Institut)
  - Christliche Universität Sankt Petersburg
  - Europäische Universität Sankt Petersburg
  - Militärakademie der Fernmeldetruppe, S. M. Budjonny
  - Militärakademie für rückwärtige Dienste und Transportwesen
  - Militärische ingenieurtechnische Universität
  - Militärmedizinische Akademie S. M. Kirow
  - Militäruniversität für Verkehrswesen der Eisenbahnstreitkräfte
  - Moschaiski-Militärakademie für Raumfahrt – Militäruniversität
  - Nordwestliche Staatliche Medizinische Universität I.I. Metschnikow
  - Nordwestliche Staatliche Technische Fernuniversität
  - Russische Staatliche Hydrometeorologische Universität
  - Sankt Petersburg Universität der staatlichen Feuerwehr des Ministeriums der Russischen Föderation für Zivilschutz, Notfälle und Beseitigung der Folgen von Naturkatastrophen
  - Sankt Petersburger Konservatorium
  - Sankt Petersburger Universität des russischen Innenministeriums
  - Staatliche Agraruniversität Sankt Petersburg
  - Staatliche Bergbau-Universität Sankt Petersburg
  - Staatliche Elektrotechnische Universität Sankt Petersburg
  - Staatliche Forstuniversität Sankt Petersburg
  - Staatliche Makarow-Universität der Meer- und Flussflotte
  - Staatliche Pädagogische Herzen-Universität St. Petersburg
  - Staatliche Pädiatrische Medizinische Universität Sankt Petersburg
  - Staatliche Polytechnische Universität Sankt Petersburg
  - Staatliche Technische Marineuniversität Sankt Petersburg
  - Staatliche Technische Universität des Baltikums
  - Staatliche Technologische Universität für Pflanzenpolymere Sankt Petersburg
  - Staatliche Universität Sankt Petersburg
  - Staatliche Universität für Architektur und Baukunst Sankt Petersburg
  - Staatliche Universität für chemische und pharmazeutische Wissenschaften Sankt Petersburg
  - Staatliche Universität für Filmkunst und Fernsehen Sankt Petersburg
  - Staatliche Universität für Informationstechnologien, Mechanik und Optik Sankt Petersburg
  - Staatliche Universität für Ingenieurwesen und Wirtschaft Sankt Petersburg
  - Staatliche Universität für Körperkultur Sankt Petersburg
  - Staatliche Universität für Kunst und Kultur Sankt Petersburg
  - Staatliche Universität für Raumfahrttechnischen Gerätebau Sankt Petersburg
  - Staatliche Universität für Service und Wirtschaft Sankt Petersburg
  - Staatliche Universität für Technologie und Design Sankt Petersburg
  - Staatliche Universität für Telekommunikation Sankt Petersburg
  - Staatliche Universität für Tiefkühl- und Nahrungstechnologien
  - Staatliche Universität für Verkehrswesen Sankt Petersburg
  - Staatliche Universität für Wasserstraßenverkehrswege Sankt Petersburg
  - Staatliche Universität für Wirtschaft und Finanzen Sankt Petersburg
  - Staatliche Universität für Zivile Luftfahrt Sankt Petersburg
  - Staatliches Akademisches Repin-Institut für Malerei, Bildhauerei und Architektur
  - Staatliches Montaninstitut Sankt Petersburg – technische Universität
  - Staatliches Technologisches Institut Sankt Petersburg – technische Universität
  - Waganowa-Ballettakademie

## Oblast Saratow
- Saratow:
  - Staatliche Agraruniversität Saratow
  - Staatliche Medizinische Universität Saratow
  - Staatliche Sozial- und Wirtschaftsuniversität Saratow
  - Staatliche Technische Universität Saratow
  - Staatliche Universität Saratow
  - Staatliches Sobinow-Konservatorium Saratow

## Oblast Smolensk
- Smolensk:
  - Geisteswissenschaftliche Universität Smolensk
  - Staatliche Universität Smolensk
  - Staatliche Medizinische Universität Smolensk

## Region Stawropol
- Pjatigorsk:
  - Staatliche Linguistische Universität Pjatigorsk
  - Staatliche Technologische Universität Pjatigorsk
  - Staatliche Universität Pjatigorsk

- Stawropol:
  - Nord-Kaukasische Föderale Universität
  - Staatliche Agraruniversität Stawropol
  - Staatliche Medizinische Universität

## Oblast Swerdlowsk
- Jekaterinburg:
  - Geisteswissenschaftliche Universität Jekaterinburg
  - Staatliche Forsttechnische Universität des Uralgebiets
  - Uralische Föderale Universität (Staatliche Gorki-Universität des Uralgebiets + Staatliche Technische Universität des Uralgebiets)
  - Staatliche Montanuniversität des Uralgebiets
  - Staatliche Pädagogische Universität des Uralgebiets
  - Staatliche Universität für Berufspädagogik
  - Staatliche Universität für Verkehrswesen des Uralgebiets
  - Staatliche Wirtschaftsuniversität des Uralgebiets
  - Staatliche Agraruniversität des Uralgebiets
  - Staatliche Medizinische Universität des Uralgebiets
  - Staatliche Juristische Universität des Uralgebiets
  - Staatliche Universität für Architektur und Kunst des Uralgebiets
  - Ural State University of Economics

## Oblast Tambow
- Mitschurinsk:
  - Staatliche Agraruniversität Mitschurinsk

- Tambow:
  - Staatliche Technische Universität Tambow
  - Staatliche Universität Tambow

## Republik Tatarstan
- Jelabuga:
  - Staatliche Pädagogische Universität Jelabuga

- Kasan:
  - Russisches Islamisches Institut
  - Staatliche Agraruniversität Kasan
  - Staatliche Energetische Universität Kasan
  - Staatliche Medizinische Universität Kasan
  - Staatliche Technische Universität Kasan
  - Staatliche Technologische Universität Kasan
  - Kasaner Föderale Universität
  - Staatliche Universität für Architektur und Bauwesen Kasan
  - Staatliche Universität für Kunst und Kultur Kasan
  - Tatarische Staatliche Geisteswissenschaftlich-Pädagogische Universität
  - Staatliches Konservatorium Kasan
  - Staatliche Bauman-Akademie für Veterinärmedizin Kasan
  - Staatliche Academie für Körperkultur, Sport und Tourismus des Wolgagebiets

## Oblast Tjumen
- Tjumen:
  - Staatliche Universität Tjumen
  - Staatliche Universität für Architektur und Bauwesen Tjumen
  - Staatliche Universität für Öl und Gas Tjumen
  - Staatliche Medizinische Universität Tjumen
  - Staatliche Agraruniversität der nördlichen Trans-Ural-Region
  - Industrielle Universität Tjumen

## Oblast Tomsk
- Tomsk:
  - Polytechnische Universität Tomsk
  - Sibirische Staatliche Medizinische Universität
  - Staatliche Pädagogische Universität Tomsk
  - Staatliche Universität Tomsk
  - Staatliche Universität für Architektur und Bauwesen Tomsk
  - Staatliche Universität für Steuerungssysteme und Nachrichtenelektronik Tomsk

## Region Transbaikalien
- Tschita:
  - Staatliche Humanitär-Pädagogische Tschernyschewski-Universität des Transbaikal Tschita
  - Staatliche Universität Tschita
  - Staatliche Medizinische Akademie Tschita

## Oblast Tscheljabinsk
- Magnitogorsk:
  - Staatliche Technische Universität Magnitogorsk
  - Staatliche Universität Magnitogorsk
  - Staatliches Glinka-Konservatorium Magnitogorsk

- Tscheljabinsk:
  - Staatliche Pädagogische Universität Tscheljabinsk
  - Staatliche Universität für Agraringenieurwesen Tscheljabinsk
  - Staatliche Universität Südural
  - Staatliche Universität Tscheljabinsk
  - Staatliche Medizinische Universität Südural
  - Staatliche Universität für Körperkultur des Uralgebiets

## Republik Tschetschenien
- Grosny:
  - Russische Islamische Universität Grosny
  - Tschetschenische Staatliche Universität
  - Tschetschenische Staatliche Pädagogische Universität
  - Staatliche Technische Millionschtschikow-Erdöluniversität Grosny

## Republik Tschuwaschien
- Tscheboksary:
  - Tschuwaschische Staatliche Universität
  - Tschuwaschische Staatliche Pädagogische Universität

## Oblast Tula
- Tula:
  - Staatliche Pädagogische Universität Tula
  - Staatliche Universität Tula
  - Tula Universität

## Republik Tuwa
- Kysyl:
  - Tuwinische Staatliche Universität

## Oblast Twer
- Twer:
  - Staatliche Technische Universität Twer
  - Staatliche Universität Twer
  - Staatliche Medizinische Universität Twer
  - Schukow-Militärakademie für Kommandeure der Luftverteidigung

## Republik Udmurtien
- Ischewsk:
  - Staatliche Technische Universität Ischewsk
  - Udmurtische Staatliche Universität
  - Staatliche Agrarakademie Ischewsk
  - Staatliche Medizinische Akademie Ischewsk

## Oblast Uljanowsk
- Uljanowsk:
  - Staatliche Pädagogische Universität Uljanowsk
  - Staatliche Technische Universität Uljanowsk
  - Staatliche Universität Uljanowsk
  - Staatliche Agraruniversität Uljanowsk

## Oblast Wladimir
- Wladimir:
  - Staatliche Geisteswissenschaftliche Universität Wladimir
  - Staatliche Universität Wladimir

## Oblast Wolgograd
- Wolgograd:
  - Staatliche Medizinische Universität Wolgograd
  - Staatliche Pädagogische Universität Wolgograd
  - Staatliche Technische Universität Wolgograd
  - Staatliche Universität Wolgograd
  - Staatliche Universität für Architektur und Bauwesen Wolgograd
  - Staatliches Serebrjakow-Konservatorium Wolgograd
  - Staatliche Agraruniversität Wolgograd

## Oblast Wologda
- Tscherepowez:
  - Staatliche Universität Tscherepowez

- Wologda:
  - Staatliche Pädagogische Universität Wologda
  - Staatliche Technische Universität Wologda
  - Staatliche Universität Wologda

## Oblast Woronesch
- Woronesch:
  - Roerich-Universität Woronesch
  - Staatliche Agraruniversität Woronesch
  - Staatliche Pädagogische Universität Woronesch
  - Staatliche Technische Universität Woronesch
  - Staatliche Universität Woronesch
  - Staatliche Universität für Architektur und Bauwesen Woronesch
  - Staatliche Morozow-Universität für Forstwirtschaft und Technologien Woronesch